# Fédération des étudiants en résidence universitaire de France
La Fédération des étudiants en résidence universitaire de France (FERUF) est une association d'étudiants habitant en résidence universitaire fondée à la fin des années 1950 et qui a joué un rôle très important dans les années 1960 dans la contestation étudiante.
C'est une structure proche de l'UNEF, le premier syndicat étudiant français. La Féruf est issue d'une scission minoritaire de la Fédération des résidences universitaires de France (FRUF) intervenue en 1975, au moment de la scission des deux UNEF, avec laquelle elle a été réunifiée en 2001, gardant cette fois le nom de Féruf, malgré une histoire moins riche que celle de la FRUF, sa jumelle.

## Rôle
Au niveau local, elle regroupe des étudiants habitant dans les cités et résidences universitaires du CROUS pour les représenter au conseil de résidence, avec comme objectif l'amélioration du confort des logements et la possibilité d'accéder à des espaces et à des services collectifs.
Au niveau national, la FERUF est chargée du suivi des élus locaux des conseils de résidence, l'élaboration de propositions pour la vie en résidence universitaire, la rédaction d'un journal des élus et l'organisation d’événements thématiques (ex. les états généraux du logement étudiant du 28 février 2004).
Le rôle de la FERUF est donc double : association pour animer (organisation d'animations culturelles, gestion d'activités), mais aussi un rôle de défense des conditions de vie des étudiants dans les conseils de résidences.

## Histoire

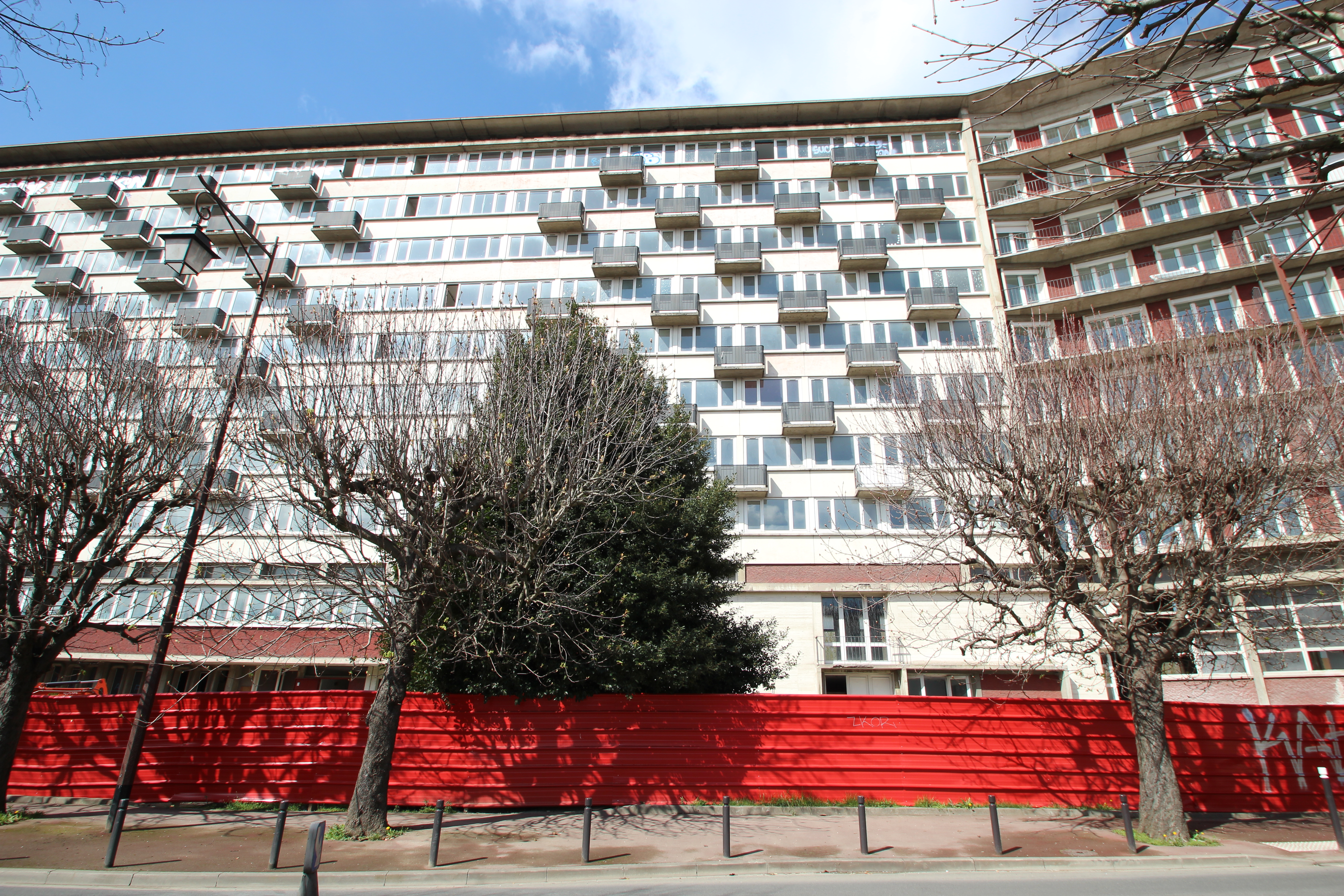
La Résidence universitaire Jean-Zay à Antony.

La FRUF a été fondée en 1964 à la suite de la grande grève des loyers de novembre 1963, partie notamment de la résidence universitaire Jean-Zay à Antony, qui fut un des principaux foyers d’implantation de la FRUF (sous le sigle AERUA-FRUF). La FRUF est alors très proche de l’Union nationale des étudiants de France mais n'en fait pas encore partie.
Dans un article historique, Le Monde du 30 avril 2008 a analysé le processus de renforcement des liens entre les deux organisations sur fond de montée des revendications sociales précédant Mai 68. Le ministre de l'éducation de l'époque, Alain Peyrefitte avait annoncé son intention d'aborder le problème des règlements intérieurs des cités au Conseil national des œuvres le 22 février 1968 ce qui a poussé le président de l'UNEF Jacques Sauvageot, à mettre tout particulièrement en avant face aux médias et aux partis politiques les revendications des résidents, qui se précisent. Des occupations de bâtiments ont eu lieu un peu partout en France le 14 février 1968, à Lille, Bordeaux, Montpellier, Rennes, Nanterre et elles ont pris une importance particulière à Nantes.
La FERUF est ensuite née d'une scission de la  Fédération des résidences universitaires de France (FRUF), intervenue en 1974.

### Le contexte sociologique à la fin des années 1950
À l'occasion d'un colloque sur la santé mentale dans les collectivités d'étudiants en 1959, le professeur Joannon déclarait « personnellement largement impressionné par les avantages et l'efficacité de ce mode de vie, à tel point que je souhaite que vos collectivités à peine closes non seulement demeurent, mais se multiplient », rappelle Le Monde. Le Centre national des œuvres universitaires estime à la même époque qu'il faut « contrôler d'assez près la conduite » des étudiants en résidence, les mineurs de 21 ans sont 72% chez les filles et 58% chez les garçons, « sous peine de voir se développer très rapidement des abus qui mettront en cause la responsabilité de l'administration ».

### L'automne rouge de 1965 à Antony
En mai 1964, l'université de Paris renonce sans aucune contrepartie à l'ensemble des droits et obligations résultant de la convention passée le 7 mai 1952, au profit du CROUS de Versailles.
L'ancien règlement intérieur de à la résidence universitaire Jean-Zay est remis en vigueur en 1965 (contrôle des activités collectives des résidents ; séjour en cité U limité à 3 ans malgré la quatrième année obtenue en 1959). À ces fins, de nouvelles loges doivent être construites dans tous les bâtiments, et les communications intérieures entre chaque bâtiment doivent être supprimées.
Le fameux « automne rouge » de 1965 voit à la résidence universitaire Jean-Zay environ 1 700 étudiants empêcher, le 1er octobre 1965, les ouvriers de construire une loge de concierge devant le pavillon des filles. Le recteur de l'Académie de Paris riposte : plusieurs centaines de policiers montent la garde jusqu'à l'achèvement de cette loge.

### Année 1966: dénouement à Antony, mais l'UNEF mène une campagne nationale
La lutte dure trois mois fin 1965. Meetings, exclusions d'étudiants, bagarres contre la police, avec un dénouement le 5 janvier 1966 : Jean Bressan est remplacé par Jacques Balland à la direction de la résidence universitaire Jean-Zay. Le nouveau directeur a 35 ans. C'est l'ancien président de l'UNEF. Il propose un règlement officieux plus démocratique. Les filles majeures peuvent, comme les garçons, recevoir dans leurs chambres. Les mineurs jouissent de la même liberté, s'ils ont une autorisation de leurs parents qui libère l'administration de toute responsabilité juridique.
Le ministre de l'Éducation nationale, Christian Fouchet, lui demande aussi explicitement de s'attaquer au monopole du Parti communiste sur la résidence et cet objectif est atteint rapidement : le 5 décembre 1966, le Parti communiste est mis pour la première fois en échec depuis dix ans aux élections syndicales de la résidence. Il perd la majorité absolue et passe de 56 sièges sur 62 à 28.
En 1966 aussi, la cause défendue à Antony s'élargit au reste de la France : l'UNEF se mobilise pour les résidences universitaires à l'échelle nationale, avec une « Campagne contre les règlements des cités universitaires ».

### Le soutien de la direction d'Antony aux manifestants
Les manifestations organisées par la FRUF sont indirectement soutenues par Jacques Balland, directeur de la résidence universitaire Jean-Zay, la plus grande et la plus ancienne résidence universitaire française, qui n'applique plus le règlement officiel depuis sa concertation en 1966. Jacques Balland, cité par L'Express, juge absurde qu'un étudiant « qui discute librement toute la journée au Quartier latin, adulte lorsqu'il prend son métro à station Luxembourg, se transforme en gamin irresponsable lorsqu'il parvient, dix minutes plus tard, à la résidence d'Antony ? ».
Selon lui, le problème des étudiants « rappelle celui de la décolonisation » car « il faut dépaternaliser », dans le sillage « de la démocratisation de l'enseignement ». Aujourd'hui, « l'accès aux facultés est plus ouvert, et l'on convient qu'il faut permettre aux étudiants sans fortune de se loger en cité », rappelle Jacques Balland, mais « maintenir les vieux interdits de défense de la bourgeoisie » c'est refuser « aux étudiants issus des milieux modestes la possibilité d'une véritable initiation civique ».
Pour de nombreux étudiants, la situation est encore pire et le règlement des campus l'une des multiples manifestations de la non-démocratisation réelle de l'enseignement, observe L'Express. Dans sa conception - avec ses amphis de 900 places - Nanterre reprend ce qu'il y a de plus vieux dans l'enseignement français.

### La Saint-Valentin nationale du 14 février 1967
Dans une ville que « sa retenue avait toujours mise à l'abri de pareils « débordements » », selon le quotidien Le Monde, en février et mars 1967, durant plusieurs semaines, des petits groupes d'étudiants lyonnais investissent un pavillon où logent des jeunes filles, une action obstinée qui met « l'administration locale en face d'un problème qui semblait ne jamais devoir se poser » analyse Le Monde. D'autres villes traversent la même surprise avec les mêmes mouvements dans les résidences universitaires, lancées par la FRUF à Lille, Rennes, Montpellier, Aix-en-Provence, Toulouse, Orléans et Dijon.
Dans son article, Le Monde relève les slogans suivants : 
- « Liberté de circulation » ;
- « Droit de visite » ;
- « Non au ghetto » ;
- « Règlement désuet » ;
- « Atteintes aux libertés individuelles »[1].

Le quotidien avait à l'époque, dans ses articles des 9, 16 et 18 mars 1967, cité aussi le cas Nancy et des résidences de la région parisienne (Nanterre, Orsay, Bures-sur-Yvette), qui voient elles aussi les étudiants décider collectivement de ne plus appliquer le règlement intérieur, bien souvent avec une complicité tacite des directeurs de cités « qui renvoient au centre régional des œuvres, celui-ci au centre national, et le centre national au ministère. Faudra-t-il remonter jusqu'au président de la République ? », comme le commente le président de la FRUF. Il observe par ailleurs que l'Association des résidents de Nanterre se voit refuser le droit d'informer la ville des spectacles qu'elle organise.
La FRUF demande alors une refonte totale du règlement intérieur des cités universitaires et critique « l'insuffisance des équipements culturels, sportifs et sanitaires », pour mieux exiger que de nouvelles cités universitaires soient construites intra-muros, par exemple à Paris, dans le quartier des Halles.
Sur le plan sportif, les cités universitaires nouvellement construites à Lyon, Marseille, Angers, Reims, Lille, Poitiers, Clermont-Ferrand ne possèdent aucune installation, regrette la FRUF, qui veut par ailleurs gérer les activités culturelles, ou permettre à des étudiants de le faire, en refusant que soient embauchés ce que le ministère présente comme des « animateurs compétent (...) comme dans les maisons de jeunes ».

#### A Nanterre, occupation du bâtiment féminin et conférence sur le chaos sexuel
Le mois de février 1966 voit l'achèvement de la résidence universitaire de Nanterre, au prix d'une accélération des travaux qui avaient pris du retard, mais au printemps 1966, la résidence universitaire de Nanterre n'est toujours pas pleine. Début 1967, c'est la création de la FRUF à Nanterre par Dominique Tabah qui  est la première présidente et constate que le règlement de la cité universitaire interdit de bouger un meuble, une affiche. L'Association des résidents de la cité universitaire de Nanterre (ARCUN) compte 800 inscrits pour 1 400 résidents dès 1967.
Juste après, l'Association des Résidents de la Cité universitaire de Nanterre (ARCUN) a combiné l'action d'occupation, qui a commencé un peu plus tard que dans les autres villes, le 16 mars 1967, avec une conférence de Boris Fraenkel consacrée à Wilhelm Reich,, organisée juste après, le 21 mars 1967,, et préparée en faisant distribuer sur le campus un tract reproduisant dans son intégralité le célèbre manifeste de Wilhelm Reich, paru dans Sexpol en 1936.
Titré « Qu'est-ce que le chaos sexuel ? » Le manifeste de Wilhelm Reich, fait du combat sexuel de la jeunesse une priorité politique et humaniste, par une série de phrases fortes le définissant comme le fait de « faire culminer la puissance virile dans la défloraison », « tolérer l'industrie pornographique » ou « contracter une liaison sexuelle à vie sans avoir connu sexuellement avant le partenaire ». Le texte du tracts est accompagné d'un dessin de Siné,.
Le lendemain de l'occupation du 16 mars, le directeur de la résidence M. Roddier avait déclaré à l'Association des Résidents de la Cité universitaire de Nanterre (ARCUN) qu'il ne cautionnait pas cette occupation mais ne s'y opposait pas non plus. Dominique Tabah, qui milite à l'Union des étudiants communistes, tisse des liens avec le personnel enseignant. Mais peu après, Roddier créé la surprise car il fait afficher une note affirmant au contraire que ce qui s'est passé est en fait illégal. Des militants de l'Association des Résidents de la Cité universitaire de Nanterre avaient ensuite été reçus au ministère le 22 mars 1967.
Le même tract sera utilisé à nouveau à Nanterre, un an plus tard, en mars 1968, pour fêter l'anniversaire du succès de la première opération. Il informe à nouveau d'une conférence de réflexion sur le texte de Wilhelm Reich et invite à une conférence par Claude Revault d'Allonnes, assistante à la Sorbonne et proche des thèses défendues par l'UNEF, qui aura lieu à 20h30 au foyer F, l'un des bâtiments de la résidence universitaire.
Claude Revault d'Allonnes, la soixantaine, spécialiste des questions de la maternité, avait aussi travaillé au CNRS, comme attachée de recherche dans la section de Psychologie, sur la nature des traitements psychologiques permettant d’atténuer la douleur, tout particulièrement dans les situations d’accouchement. La communauté universitaire spécialiste des questions alors en pleine ébullitionn « du désir d’enfant et ses aléas, des avatars de la procréation, des processus de la parentalité ».

#### Le départ de Christian Fouchet le 1er avril 1967
Alors que Christian Fouchet perd son poste de ministre de l'Éducation nationale le 1er avril 1967 après avoir excessivement réagi aux actions de la Fédération des étudiants en résidence universitaire de France, les actions continuent avec son successeur Alain Peyrefitte.
En avril 1967, une manifestation de résidents universitaires est appelée par la FRUF, contre la hausse des loyers et le règlement intérieur, et pour la mixité,. L'UNEF n'a pas impulsé le mouvement qui est le fait d'une organisation indépendante, la FRUF (Fédération des résidents universitaires de France), mais elle s'y intéresse vivement et informe ses branches locales, qui souvent ignorent tout.
Par la suite, les résidences universitaires sont, à partir de janvier 1968, le théâtre d'une agitation spectaculaire. L'UNEF milite contre l'augmentation des loyers, pour le contrôle des activités culturelles, l'allongement du séjour, les libertés individuelles et collectives, mais s'étonne que « des thèmes mis en avant, seul celui des libertés individuelles a été mis en avant » par le gouvernement.

### Le début 1968
Les résidences universitaires sont, à partir de janvier 1968, le théâtre d'une agitation spectaculaire. Après qu'en janvier le mouvement eut débuté dans quelques cités de province (Nantes), il est généralisé en février. Envahissant les bâtiments des filles, les résidents abolissent de fait les règlements anciens.
L'UNEF n'a pas impulsé le mouvement qui est le fait d'une organisation indépendante, la FRUF (Fédération des résidents universitaires de France), mais elle s'y intéresse vivement et informe les AGE qui souvent ignorent tout. Elle s'efforce en mars de le relancer et de le faire converger avec l'ensemble du mouvement étudiant, revendiquant contre l'augmentation des loyers, pour le contrôle des activités culturelles, l'allongement du séjour, les libertés individuelles et collectives, mais s'étonne que « des thèmes mis en avant, seul celui des libertés individuelles a été mis en avant. »

### La Saint-Valentin du 14 février 1968
Après qu'en janvier 1968 le mouvement ait repris dans quelques cités de province comme Nantes, il est généralisé en février. Les étudiants ont manifesté le 14 février, jour de la Saint-Valentin, sur la quasi-totalité des campus, où les garçons ont symboliquement envahi les pavillons des filles, répondant au mot d'ordre national lancé par la FRUF et l'UNEF pour marquer leur décision d'abolir le règlement des cités universitaires, comme cela a été fait à la résidence universitaire Jean-Zay.
En attendant une prise de position, la plupart des doyens et des directeurs de résidence ont laissé faire, sauf à Nantes, à Nice, à Montpellier, où ils ont fait appel à la police. À Montpellier, elle tente d'empêcher un groupe d'étudiants de coller des affiches. Alertés en hâte, les résidents les rejettent les policiers hors de la cité universitaire, raconte L'Express. À Nancy, matraques et grenades lacrymogènes laissent une vingtaine de garçons et filles inanimés devant le rectorat.
Le magazine Noir et blanc publie dans l'édition du 7 mars 1968, une grande photo du campus de Nanterre au milieu d’un immense terrain vague avec en sous-titre : « Un rapport secret parle de drogue, de prostitution, d’orgies, de racket », à la suite d'un article au même contenu, publié le 14 février par le quotidien Combat, jour où l'Association des résidents, qui en regroupe plus de 800 avait prévu de participer à une journée d'action nationale contre les règlements archaïques.
La presse suit le dossier de différentes manières. Combat (journal) affirme ainsi que de la drogue et de la prostitution sont trafiqués dans la résidence universitaire de Nanterre, mais Claude Gambiez et Jean Papillon suivent pour Le Figaro les questions de la vie étudiante et la réforme de l’université, soulignant l’agitation qu’elle provoque. En février 1968, Claude Gambiez souligne que les parents des étudiants eux-mêmes sont favorables à un assouplissement des conditions de vie dans les résidences universitaires.
Jean Papillon estime deux semaines plus tard que « Peyreffitte gère admirablement le début de crise provoqué par le boycott par l’UNEF et la MNEF des réunions du Centre national des œuvres universitaires, qui discute des réformes possibles de ce règlement ».

### La réponse du ministre à la FRUF
Sept jours plus tard, le 21 février, le ministre de l'Éducation nationale, Alain Peyrefitte leur répond, devant le Copar (Comité parisien des œuvres universitaires et scolaires), en présentant les grandes lignes d'un nouveau règlement.
Le 22 février, invitée aux assises locales de l'UECF, aux Bains-douches de Nanterre, l'UNEF considère comme « hypocrites » les propositions d'Alain Peyrefitte : « désinvolture et hypocrisie », réagit au lendemain de cette « réforme », le bureau national de l'UNEF. « Hypocrisie », car le nouveau règlement autorise les garçons majeurs à recevoir des filles dans leur chambre jusqu'à 23 heures mais la réciproque n'est pas admise. Selon le ministre, "ce ne sont pas les garçons qui courent ces risques, ce sont les jeunes filles". « Désinvolture » car le ministre s'est longuement étendu sur la « circulation des sexes » mais n'a pas répondu aux autres revendications, concernant leurs libertés. Selon l'UNEF, "conclure que les étudiants sont de jeunes écervelés qui ne pensent qu'à faire la fête"  revient à oublier le refus de leur accorder « l'ensemble des libertés accordées au reste de la nation : la liberté de réunion, d'association, d'information, d'expression », Alain Peyrefitte ayant simplement dit que cette seconde catégorie de revendications « restera à l'étude tant que la masse des étudiants n'aura pas recouvré son calme ».
Selon L'Express, tout est lié : il est illogique de donner à un étudiant une chambre où il vivra plusieurs années, sans l'autoriser à punaiser une photo, à déplacer un meuble, à y vivre ses amours. À la résidence universitaire Jean-Zay la constitution d'associations, les réunions politiques, syndicales et culturelles sont autorisées, à condition d'être approuvées depuis que Jean Bressan a été remplacé par Jacques Balland à la direction. Les étudiants participent à la gestion des activités culturelles et décident de leur contenu. Ces concessions ont ramené le calme à Antony, sans en faire le lieu de désordre et de perdition prédit, remarque L'Express, un magazine positionné très à gauche dans les années 1960.
Les propositions du ministre, au contraire, satisfont la « Commission Campus », créée en novembre 67 par un groupe d'étudiants modérés : elle s'est félicitée du ton employé par le ministre, tout en disant vouloir « consolider les avantages acquis ». Elles semblent même une folle audace à certains responsables universitaires, dont un recteur pour qui tous les étudiants « trublions » devraient être mis en prison, selon L'Express.

### Les manifestations nationales du 14 mars 1968
La FRUF organise la grande manifestation d'étudiants le 14 mars 1968 à Paris et dans de nombreuses villes de France. Matraques à la main, les CRS attendaient les 5 000 étudiants de Paris décidés à faire entendre leurs revendications au ministre de l'Éducation nationale, Alain Peyrefitte. Après l'avoir attendu à la faculté des Sciences de Jussieu, dont il devait inaugurer la deuxième tranche, les étudiants obliquent vers le ministère de l'Éducation nationale, rue de Grenelle, où Alain Peyrefitte a préféré se retrancher. À Nantes, les étudiants ont parcouru la ville avec des drapeaux rouges. À Bordeaux, ils se sont assis devant le rectorat, bloquant la circulation pendant deux heures. À Nice, un professeur déclare : « dans les cités, on continue à brimer les étudiants. Le règlement intérieur des cités est fait pour des enfants de 14 ans et non pour des jeunes gens sur le point de devenir des hommes ».

### Les années 1970
À la suite de la scission de l'UNEF en 1971, où les proches du Parti socialiste unifié et l'Alliance des jeunes pour le socialisme (AJS) créent l'UNEF-US, la FRUF reste nationalement proche de l'UNEF dite Renouveau. Les relations deviennent alors difficiles entre le bureau national et les cités U où la FRUF est majoritairement contrôlée par des membres de l'UNEF-US. Ces derniers finissent par quitter la FRUF en 1975, fondant la Fédération des étudiants en résidence universitaire de France (FERUF).
La FRUF et la FERUF resteront respectivement associées à l'UNEF (dite Renouveau puis SE) et à l'UNEF-US (puis UNEF-ID), jusqu'à leur réunification en 2001, en même temps que celle de l'UNEF. La nouvelle organisation garde le nom de FERUF.
En 2015 la FERUF est absente dans quasiment tout le territoire, l'association a perdu toute activité nationale et n'a même plus de direction. Dans certaines villes (Lille, Rouen, Limoges), des « FERU » indépendantes de la FERUF sont apparues et ont une activité durable.
Son degré de développement et d'autonomie vis-à-vis de l'Unef est très divers selon les villes.

## Anciens dirigeants
- Liste des dirigeants et dirigeantes de la FRUF de 1969 à 1990 (date de sa disparition)
- Marie-George Buffet
- Claude Mathiussi (1967-1968)

## Chronologie
- mai 1964 : à la résidence universitaire Jean-Zay l'université de Paris renonce à la convention du 7 mai 1952, au profit du CROUS de Versailles[2].
- 1965 : à la résidence universitaire Jean-Zay, l'ancien règlement intérieur est remis en vigueur et de nouvelles loges construites dans tous les bâtiments.
- 1er octobre 1965 : à la résidence universitaire Jean-Zay environ 1 700 étudiants empêchent les ouvriers de construire une loge de concierge devant le pavillon des filles[3].
- automne 1965 : plusieurs centaines de policiers montent la garde jusqu'à l'achèvement de cette loge. La lutte dure trois mois, avec meetings, exclusions d'étudiants, bagarres contre la police[3].
- 5 janvier 1966 :  dénouement de la crise, Jean Bressan est remplacé par Jacques Balland à la direction de la résidence universitaire Jean-Zay.
- 21 mars 1967 : première conférence sur Wilhem Reich à la résidence universitaire de Nanterre.
- 21 mars 1968 : deuxième conférence sur Wilhem Reich à la résidence universitaire de Nanterre.